# Candeleda
Candeleda là một municipality located in the province of Ávila, in the autonomous region of Castile và León, Tây Ban Nha. According to the 2006 census (INE), the municipality has a population of 5.137.